# 타란툴라
타란툴라(tarantula)는 짐승빛거미과(또는 대형열대거미과, Theraphosidae)에 속하는, 털이 북슬북슬하고 몸집이 큰 거미의 총칭이다. 2023년 12월 기준, 166속 1,100종이 동정되어 있다. '타란툴라'라는 단어는 보통 짐승빛거미과의 구성종들을 뜻하지만, 원실젖거미하목으로 같이 분류되어 있는 이외 다른 종들도 흔히 '타란툴라'로 불리거나 '타란툴라붙이'로 불린다.
대부분의 타란툴라는 말벌 정도나 그 이하의 독성을 가졌으며 물리면 아픔이 심하지만 생명에 지장은 없다. 사람은 무사하지만, 집에서 기르는 개나 고양이에게 타란툴라 독성은 매우 위험하다. 적도 지역에 사는 타란툴라 일부 종에게 사람도 해치는 강력한 독이 있다. 알레르기가 있는 사람은 말벌 침에 쏘이는 경우처럼 약한 타란툴라 독도 생명에 위험하다. 타란툴라는 사람이 나타나면 공격하기보다 도망치며, 사람에게 밟혔을 때와 같은 상황에서 공격한다. 개나 고양이는 타란툴라에게 쉽게 다가가므로 타란툴라를 키운다면 항상 조심히 관리해야 한다. 흔히 독이 강하고 치명적인 거미로 알지만, 타란툴라가 독거미라는 오해는 공포영화나 코미디 영화 등에서 공포나 죽음 장면에 등장하면서 생겼다.

## 분포
타란툴라는 전세계적으로 1000종이 넘으며, 북아메리카, 아프리카, 아시아, 유럽, 오스트레일리아에서 발견된다.

## 생김새
타란툴라의 몸은 3~15cm 정도이며 다리까지 펼치면 8~30cm 정도로 매우 큰 거미이다. 세계에서 가장 큰 타란툴라(골리앗 버드이터, Theraphosa blondi)는 다리를 편 길이가 28cm나 된다. 대부분의 타란툴라의 색은 갈색 또는 검은색이지만 어떤 타란툴라들은 코발트 블루나 밝은 빨간색 같이 눈에 띄는 색을 보인다. 타란툴라는 움직임, 온도, 냄새를 느낄 수 있도록 큰 독니, 몸을 감싸고 있는 10~80만 개의 털을 가지고 있다.

## 생태
타란툴라 종류 중 신열대구의 배회성 타란툴라는 방어용으로 뒷다리를 비벼서 작고 미늘형으로 생긴 털을 날리는데, 이것은 적의 피부에 자극을 주고, 사람에게 닿았을 때 간지럼증과 알레르기를 유발할 수도 있다. 타란툴라의 천적으로는 고치벌, 좀벌, 맵시벌, 기생알벌 등이 있는데 이 중 가장 무서운 천적은 자신을 마취시켜 애벌레의 먹이로 삼는 대모벌이 있다.
타란툴라는 야행성, 독립성 동물이다. 타란툴라는 대부분의 삶을 은신처에서 보낸다. 타란툴라는 자신의 거미줄 위에 지나가는 곤충, 도마뱀, 양서류, 작은 쥐 및 다른 거미들이 지나가는 것을 진동으로 느낄 수 있다. 열대지방에 사는 몇몇 종류(나무위성 타란툴라)들은 나무나 다른 높은 곳에 거미줄을 치고 작은 동물들을 잡아 먹는다.

## 수명
수컷 타란툴라는 보통 마지막 탈피를 하고 완전히 자라는데 3~5년이 걸린다. 하지만 암컷은 완전히 성체가 되는 데 8~10년이 걸리기도 한다. 알려진 바로는 최대 40년까지 살 수 있다고 알려져 있다.

## 짝짓기
미국에 서식하는 타란툴라종은 안전한 은신처에서 벗어나 암컷을 찾기 위해 과감히 몇 km를 이동하기도 한다. 이런 수컷들은 종종 늦은 여름과 가을 초에 건조한 미국 남서부를 헤매고 있는 것을 볼 수 있으며, 아주 가끔 수백 마리가 도로를 건너는 것을 볼 수 있다. 타란툴라는 짝짓기를 하고 알을 낳는데 오랜 시간이 걸리며, 굶주린 타란툴라 암컷은 짝짓기 후에 수컷을 먹으려고 하지만 수컷들은 신속하고 안전하게 피한다. 하지만 수컷은 다른 암컷을 찾기 위해 노력함에도 불구하고 짝짓기 철이 지나면 죽어 간다. 암컷 타란툴라는 그물과 같은 거미줄에 50~1,000개의 알을 낳는다. 어느 암컷은 알을 보호하기 위해 4~7주 동안 은신처 안에 숨는다. 새끼 타란툴라는 1주~2주 사이에 은신처에서 떠난다. 하지만 아주 적은 숫자의 타란툴라만 성체가 된다.

## 애완동물
타란툴라는 무서운 생김새에도 불구하고, 애완동물로 인기가 많다. 애완용으로 사육되는 타란툴라는 꽤 유순한 편이며 화가 나지 않는 이상 잘 물려고 하지 않지만, 종에 따라 성격과 독성은 다르다.(키우는 사람도 유튜브만 찾아봐도 많이 볼 수 있다.)

## 같이 보기
- 거미
- 무당거미